# Казаче (Бреша)
Казаче је насеље у Италији у округу Бреша, региону Ломбардија.
Према процени из 2011. у насељу је живело 121 становника. Насеље се налази на надморској висини од 52 м.